# ویکتور وینا
ویکتور وینا (فرانسوی: Victor Vina‎؛ ۲۹ اوت ۱۸۸۵ – ۲۸ مه ۱۹۶۱) بازیگر اهل فرانسه بود. از فیلم‌هایی که وی در آن نقش داشته است، می‌توان به آقای ونسان و گلگتا اشاره کرد.